# Посічанка
По́січанка (іноді Па́січанка) — річка в Україні, у Івано-Франківському районі Івано-Франківської області. Ліва притока Бистриці-Солотвинської (басейн Дністра).

## Географічні відомості
Довжина 10 км, площа басейну 34 км². Похил річки 15 м/км.
Основні притоки: Лудинські, Потоки, Глибокий, Тисовець.

## Опис
Назва утворена за допомогою суфіксальної групи -анк(а) від ойконіма – найменування села Посіч, через яке протікає річка.
Посічанка (її ще називали Млинівка) частково була рукотворною. Подачу води на село Підлісся регулювали двома шлюзами. Перші шлюзи знаходилися на Посічанці в Терновому Лузі неподалік маєтку капітана відставної польської армії пана Плашевського. Цими шлюзами контролювали подачу води, особливо під час паводків, спрямовуючи надмірну кількість у річку Бистрицю. Коли води в Посічанці було мало, використовували ще одну гідроспоруду на самій Бистриці — високі дерев'яні шлюзи складнішої конструкції.
Для подачі більшого об'єму води на село Підлісся шлюзи опускали, дозволяючи частині води з Бистриці йти у потрібному напрямку. Щоб запобігти руйнуванню шлюзів під час повеней, їх розвертали так, щоб споруди витримували навіть сильні паводки.
У Дубницьких, в урочищі Ланові біля старої Курилихи, були треті дерев'яні шлюзи, які регулювали подачу води в рукотворну річку Млинівку Малу. Вода цієї річки використовувалась для роботи громадського млина. Після млина вода Млинівки Малої знову вливалась у Посічанку (Млинівку Велику) поблизу сільського цвинтаря.